# Керак (населённый пункт)
Керак — упразднённый железнодорожный блокпост (тип населённого пункта) в Сковородинском районе Амурской области России. В 1979 году исключен из учётных данных.

## География
Располагался правом берегу реки Керак (приток реки Уркан), на перегоне Свободный — Сковородино Забайкальской железной дороги, на расстоянии примерно 7 километров (по прямой) к юго-востоку от станции Ульручьи.

## История
По данным 1926 года на станции Керак имелось 12 хозяйств и проживало 45 человек (24 мужчины и 21 женщина). В национальном составе населения преобладали русские. В административном отношении входила в состав Ларинского сельсовета Рухловского района Зейского округа Дальневосточного края.
Решением Амурского исполкома от 23 мая 1979 года № 246, железнодорожный блокпост Керак исключен из учётных данных, как населённый пункт служебного значения.